# Требишів
Тре́бишів (Тре́бішов; словац. Trebišov) — місто в Словаччині в Кошицькому краї. Є центром округу Требишів.
Через місто проходить ширококолійна лінія Ужгород — Кошиці.

## Географія
Розташоване на Східнословацькій низовині. Протікають канал Дреньовець; Войчицький канал; Копаний ярок; Правобережний канал; Гранський канал і Чапліни.

## Історія
Требишівська фортеця вперше була згадана в 1254 році. В 1330 році Требишів отримав права міста.

## Визначні місця
- Руїни фортеці Парич
- Готичний приходський костел
- Паулінський монастир
- Православна церква
- Мавзолей Андраші

## Населення
| Рік:            | 1993   | 2003    | 2013    | 2023    |
| --------------- | ------ | ------- | ------- | ------- |
| Кількість осіб: | 21 584 | 22 765  | 24 522  | 22 812  |
| Різниця:        |        | +5,47 % | +7,71 % | -6,97 % |

| Рік:            | 2022   | 2023    |
| --------------- | ------ | ------- |
| Кількість осіб: | 22 890 | 22 812  |
| Різниця:        |        | -0,34 % |

Національний склад населення (за даними останнього перепису населення — 2001 року):
- словаки — 86,86 %
- цигани (роми) — 8,87 %
- угорці — 1,75 %
- чехи — 0,64 %
- українці — 0,18 %
- русини — 0,17 %